# 基什沃基 (伊利諾伊州)
基什沃基（英語：Kishwaukee）是位於美國伊利諾伊州溫納貝戈縣的一個非建制地區。該地的面積和人口皆未知。

## 地理
基什沃基的座標為42°09′54″N 89°09′00″W / 42.16500°N 89.15000°W，而該地的平均海拔高度為225米（即738英尺）。